# Thálie (nymfa)
Thálie, Thalia také Thaleia (řecky: Θάλεια – Tháleia, „radostná“, „hojnost“, z θάλλειν – thállein, „vzkvétat“, „zelenat se“) je v řecké mytologii nymfa z Etny, dcera boha Héfaista. Je uváděna také jako antropomorfní sekundární božstvo rostlinstva, pravděpodobně kvůli hnojivu ze sopečného popela využívaného na starověkých vinicích jako např. na ostrově Théra (Santorini).

## Mytologie
Macrobiovo dílo Saturnália (píseň V.) uvádí jak Zeus unesl Thálii v podobě orla, jako to udělal s Aigínou, Létó a Ganymédém. Poté se s ní miloval poblíž řeky Symethe na Sicílii. Zahrabala se do země kvůli Héřině žárlivost. V podzemí také porodila své syny dvojčata Palikoi. Někteří autoři uvádí Palikoi jako syny Hefaista či Adrana.